# Horváth Antal (építész)
Horváth Antal, született: Bauer (Buda, 1870. október 10. – Budapest, 1946. december 16.) magyar építészmérnök, a Magyar Építőművészek Szövetségének elnöke.

## Élete és munkássága
Életéről kevés adat ismert. Édesanyja Bauer Magdolna, örökbefogadó szülei Horváth Ferenc és Gáll/Gaal Julianna. 1870. november 9-én keresztelték Budán, a tabáni plébánián. A 20. század első felében működött építészként, több budapesti épületet tervezett Schwarcz Jenővel közösen (felsorolásukat lásd alább). 
Az 1930-as években a Magyar Építőművészek Szövetségének lett elnöke Jánszky Béla után. 1944-ben töltötte be a pozíciót.
1898. augusztus 11-én Budapesten feleségül vette Setzer Teréz Annát.
1946-ban hunyt el Budapesten.